# Ligueux (Dordogne)
Pour la commune homonyme située en Gironde, voir Ligueux (Gironde).
Ligueux est une ancienne commune française située dans le département de la Dordogne.
Au 1er janvier 2016, elle fusionne avec Sorges et devient commune déléguée de la commune nouvelle de Sorges et Ligueux en Périgord, en région Nouvelle-Aquitaine.

## Géographie

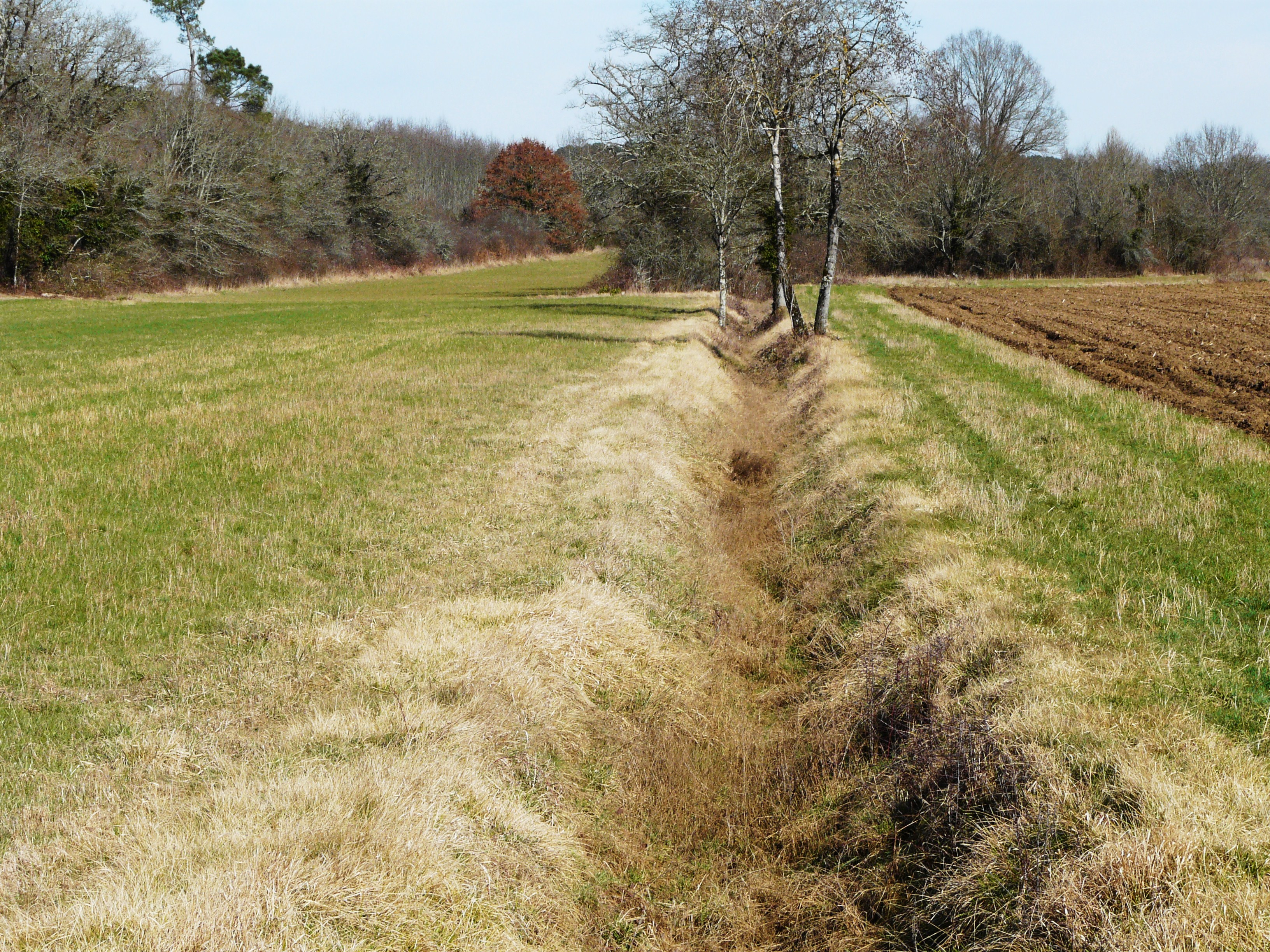
Le cours asséché de la Beauronne au niveau de la route départementale 74.

Incluse dans l'aire d'attraction de Périgueux, la commune déléguée de Ligueux fait partie de la commune nouvelle de Sorges et Ligueux en Périgord.
Très épisodiquement, en fonction de la pluviosité, elle peut être arrosée au nord par la Beauronne qui y longe la ligne de chemin de fer Limoges - Périgueux. En effet, le lit de ce ruisseau asséché depuis le milieu du XIXe siècle lors de  la construction de la voie ferrée, peut servir pour quelques heures, lors de précipitations intenses, d'exutoire au trop-plein d'eau.
Situé 17 kilomètres au nord-est de Périgueux et 4 kilomètres à l'ouest de Sorges, le bourg de Ligueux est desservi par la route départementale 74.

### Communes limitrophes

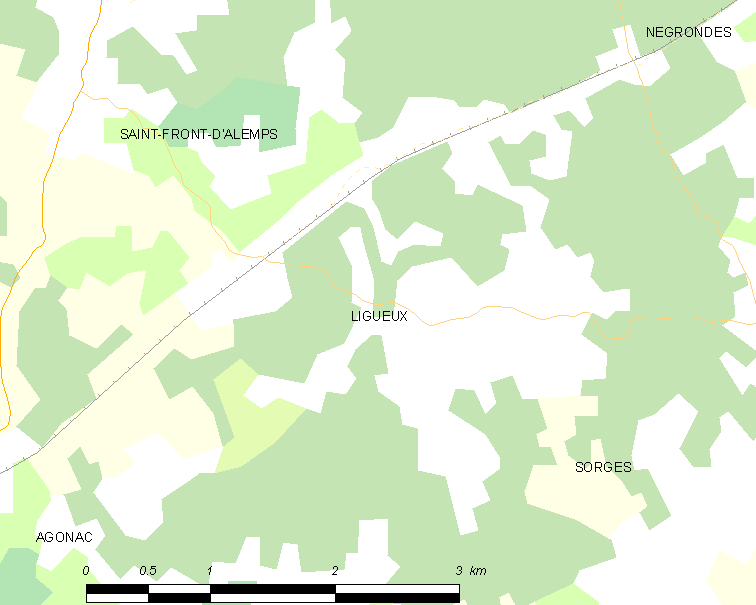
Carte de Ligueux et des communes avoisinantes en 2015.

En 2015, année précédant la création de la commune nouvelle de Sorges et Ligueux en Périgord, seules deux communes entouraient Ligueux : Saint-Front-d'Alemps au sud-ouest, à l'ouest, au nord-ouest et au nord, et Sorges au nord-est, à l'est, au sud-est et au sud.
| Saint-Front-d'Alemps |         |        |
|                      | Ligueux | Sorges |
|                      |         |        |

## Urbanisme

### Prévention des risques
Un plan de prévention du risque inondation (PPRI) a été approuvé en 2012 pour la Beauronne et ses rives, concernant une mince bande entre la ligne ferroviaire et la limite communale nord, de Fontamiel à Pouvériéras,

### Villages, hameaux et lieux-dits
Outre le bourg de Ligueux proprement dit, la commune se compose d'autres villages ou hameaux, ainsi que de lieux-dits :
- Bonnefond
- le Brouillet
- Chiquet
- les Colombiers
- Combe Froide
- la Farge
- Fontamiel
- la Grange
- Lac Duret
- Leyzurie
- Maisonneuve
- Payeret
- Pouvériéras
- la Siouzée
- le Toupinier.

## Toponymie
En occitan, la commune porte le nom de Ligüers.

## Histoire
En avril 1944, le corps d'un habitant arrêté par les Allemands à Agonac a été retrouvé mort, fusillé, à Ligueux, au lieu-dit Combe Froide, lieu où une stèle a été érigée à sa mémoire.
Au 1er janvier 2016, Ligueux fusionne avec Sorges  pour former la commune nouvelle de Sorges et Ligueux en Périgord dont la création a été entérinée par l'arrêté du 14 décembre 2015, entraînant la transformation des deux anciennes communes en communes déléguées.
En mai 2024, après le décès d'Alain Lacourarie, maire délégué, Ligueux n'est plus commune déléguée.

## Politique et administration

### Rattachements administratifs
La commune de Ligueux a été rattachée, dès 1790, au canton d'Agonat qui dépendait du district de Perigueux. Les districts sont supprimés en 1795 et le canton d'Agonat en 1800. La commune est alors rattachée au canton de Savignac-les-Églises dépendant de l'arrondissement de Périgueux.

### Intercommunalité
Le 27 décembre 2001, la commune adhère dès sa création à la communauté de communes des Villages truffiers des portes de Périgueux. Cette intercommunalité étant dissoute au 31 décembre 2011, Ligueux rejoint la communauté de communes du Pays thibérien le 1er janvier 2012. Au 1er janvier 2017, la commune nouvelle de Sorges et Ligueux en Périgord la quitte pour rejoindre la communauté d'agglomération Le Grand Périgueux.

### Administration municipale
La population de la commune étant comprise entre 100 et 499 habitants au recensement de 2011, onze conseillers municipaux ont été élus en 2014,. Ceux-ci sont membres d'office du  conseil municipal de la commune nouvelle de Sorges et Ligueux en Périgord, jusqu'au renouvellement des conseils municipaux français de 2020.

### Liste des maires puis des maires délégués
| Période                                  | Période        | Identité                    | Étiquette | Qualité                                         |
| ---------------------------------------- | -------------- | --------------------------- | --------- | ----------------------------------------------- |
|                                          |                |                             |           |                                                 |
| 1874                                     | janvier 1878   | Pierre Hector Desvaulx      |           |                                                 |
| janvier 1878                             | mai 1888       | Jean Dagobert Carcauzon     |           |                                                 |
| mai 1888                                 | (1917 ou 1918) | Maurice Dubut de Saint-Paul |           |                                                 |
| janvier 1918                             | décembre 1919  | Julien Malet                |           | Conseiller municipal faisant fonctions de maire |
| décembre 1919                            | mai 1925       | Julien Malet                |           |                                                 |
| mai 1925                                 | 1926           | Jean Vacher                 |           |                                                 |
| juillet 1926                             | mai 1935       | Guillaume Carcauzon         |           |                                                 |
| mai 1935                                 | octobre 1944   | Pierre Broussaud            |           |                                                 |
| octobre 1944                             | mai 1945       | Élie Jacques Boutinaud      |           |                                                 |
| mai 1945                                 | novembre 1947  | Charles Marty               |           |                                                 |
| novembre 1947                            | mai 1953       | François de Mauléon         |           |                                                 |
| mai 1953                                 | mars 1965      | Robert Sarrette             |           |                                                 |
| mars 1965                                | mars 1971      | Jacques Mègre               |           |                                                 |
| mars 1971                                | mars 1977      | Louis Maigre                |           |                                                 |
| mars 1977                                | mars 2001      | Augustin Laurent            | PCF       |                                                 |
| mars 2001                                | mars 2014      | Sylviane Labrousse          | SE        |                                                 |
| mars 2014                                | décembre 2015  | Bernard Uscain              |           |                                                 |
| Les données manquantes sont à compléter. |                |                             |           |                                                 |

| Période       | Période       | Identité         | Étiquette | Qualité |
| ------------- | ------------- | ---------------- | --------- | ------- |
| janvier 2016  | mai 2020      | Bernard Uscain   |           |         |
| mai 2020      | novembre 2022 | Bernard Barbier  |           |         |
| décembre 2022 | mai 2024      | Alain Lacourarie |           |         |

### Jumelages
L'école primaire de Ligueux est jumelée avec l'école libanaise de Farihaal-Hajj-Ali.

### Politique environnementale
Dans son palmarès 2024, le Conseil national de villes et villages fleuris de France a attribué deux fleurs à la commune.

## Population et société

### Démographie
Les habitants de Ligueux se nomment les Liguriens.
En 2015, dernière année en tant que commune indépendante, Ligueux comptait 290 habitants. À partir du XXIe siècle, les recensements des communes de moins de 10 000 habitants ont lieu tous les cinq ans (2006, 2011 pour Ligueux). Depuis 2006, les autres dates correspondent à des estimations légales.
Au 1er janvier 2022, la commune déléguée de Ligueux compte 304 habitants.
| 1793 | 1800 | 1806 | 1821 | 1831 | 1836 | 1841 | 1846 | 1851 |
| ---- | ---- | ---- | ---- | ---- | ---- | ---- | ---- | ---- |
| 381  | 409  | 562  | 376  | 544  | 556  | 538  | 542  | 535  |

| 1856 | 1861 | 1866 | 1872 | 1876 | 1881 | 1886 | 1891 | 1896 |
| ---- | ---- | ---- | ---- | ---- | ---- | ---- | ---- | ---- |
| 580  | 552  | 554  | 535  | 514  | 518  | 503  | 461  | 477  |

| 1901 | 1906 | 1911 | 1921 | 1926 | 1931 | 1936 | 1946 | 1954 |
| ---- | ---- | ---- | ---- | ---- | ---- | ---- | ---- | ---- |
| 452  | 443  | 431  | 377  | 360  | 352  | 329  | 321  | 331  |

| 1962 | 1968 | 1975 | 1982 | 1990 | 1999 | 2006 | 2011 | 2015 |
| ---- | ---- | ---- | ---- | ---- | ---- | ---- | ---- | ---- |
| 275  | 266  | 211  | 219  | 223  | 204  | 251  | 271  | 290  |

### Enseignement
Alors que Ligueux a fait partie pendant quarante-cinq ans d'un regroupement pédagogique intercommunal (RPI) avec Négrondes et Vaunac, ces deux communes ont souhaité suspendre cette coopération. De ce fait, l'école de Ligueux qui accueille encore deux classes début 2017 restera fermée à la rentrée de septembre 2017,.

## Économie
Les données économiques de Ligueux sont incluses dans celles de la commune nouvelle de Sorges et Ligueux en Périgord.

## Culture locale et patrimoine

### Lieux et monuments
- Église Saint-Thomas[25], néo-romane du XIXe siècle.

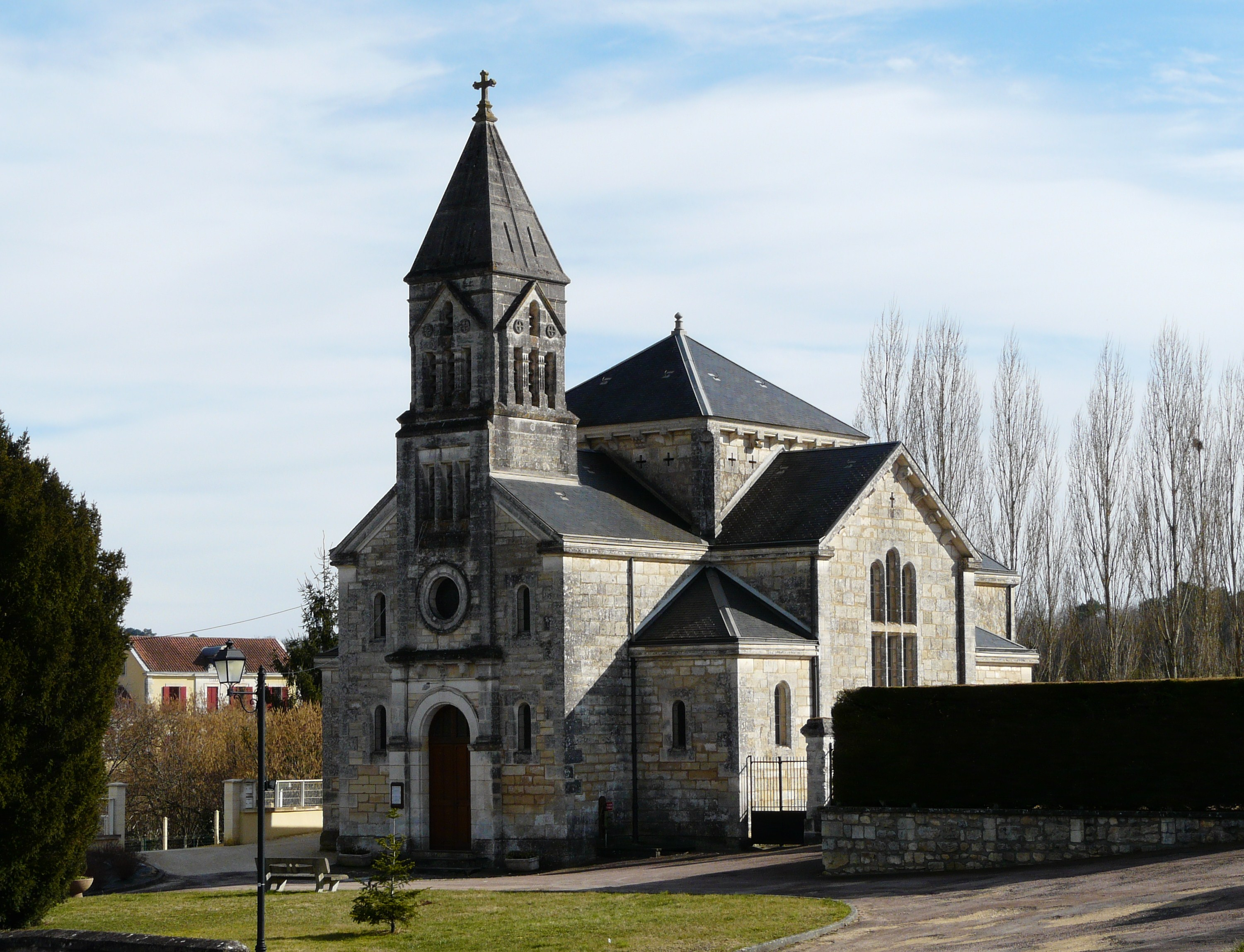
L'église Saint-Thomas.
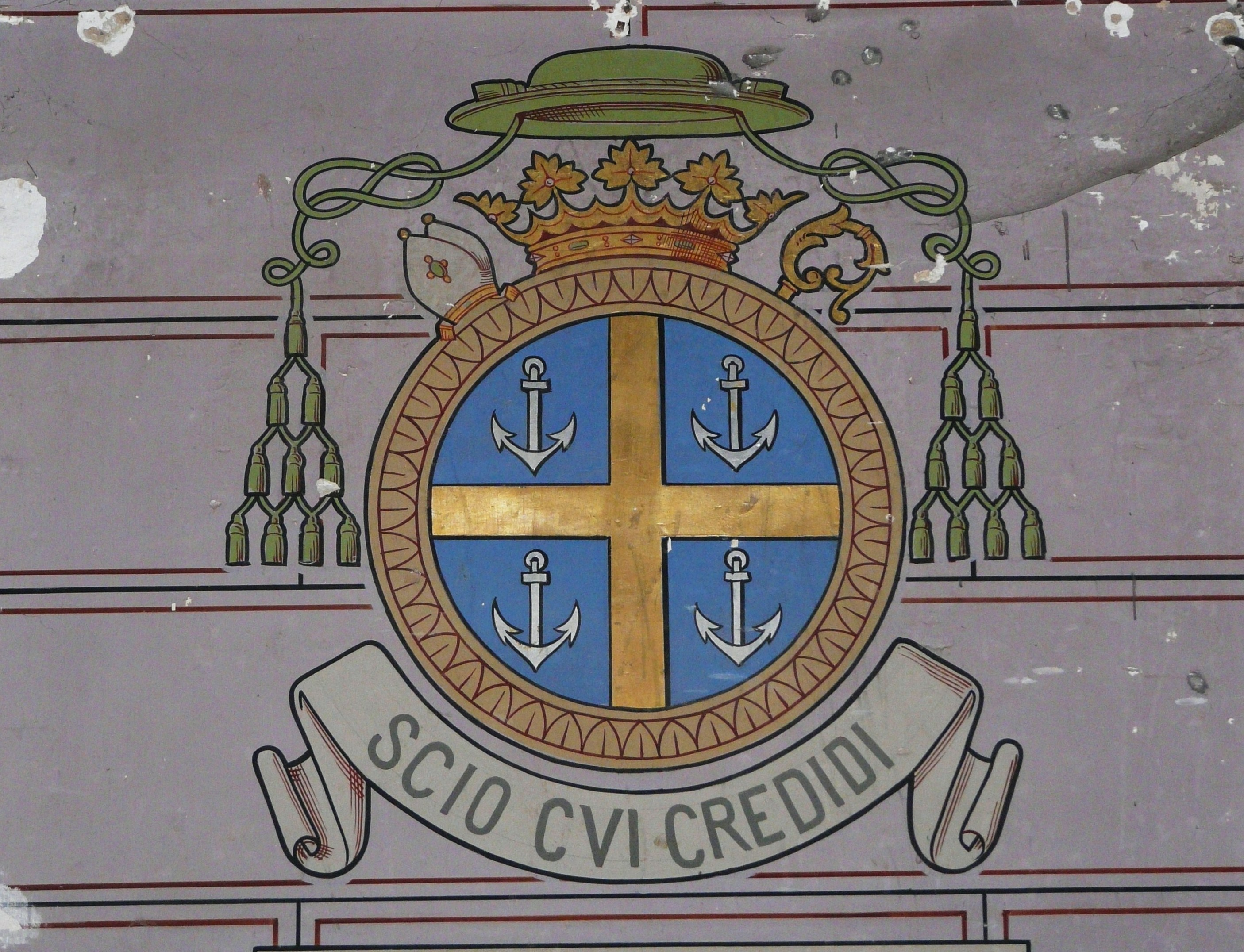
Peintures autour du chœur.
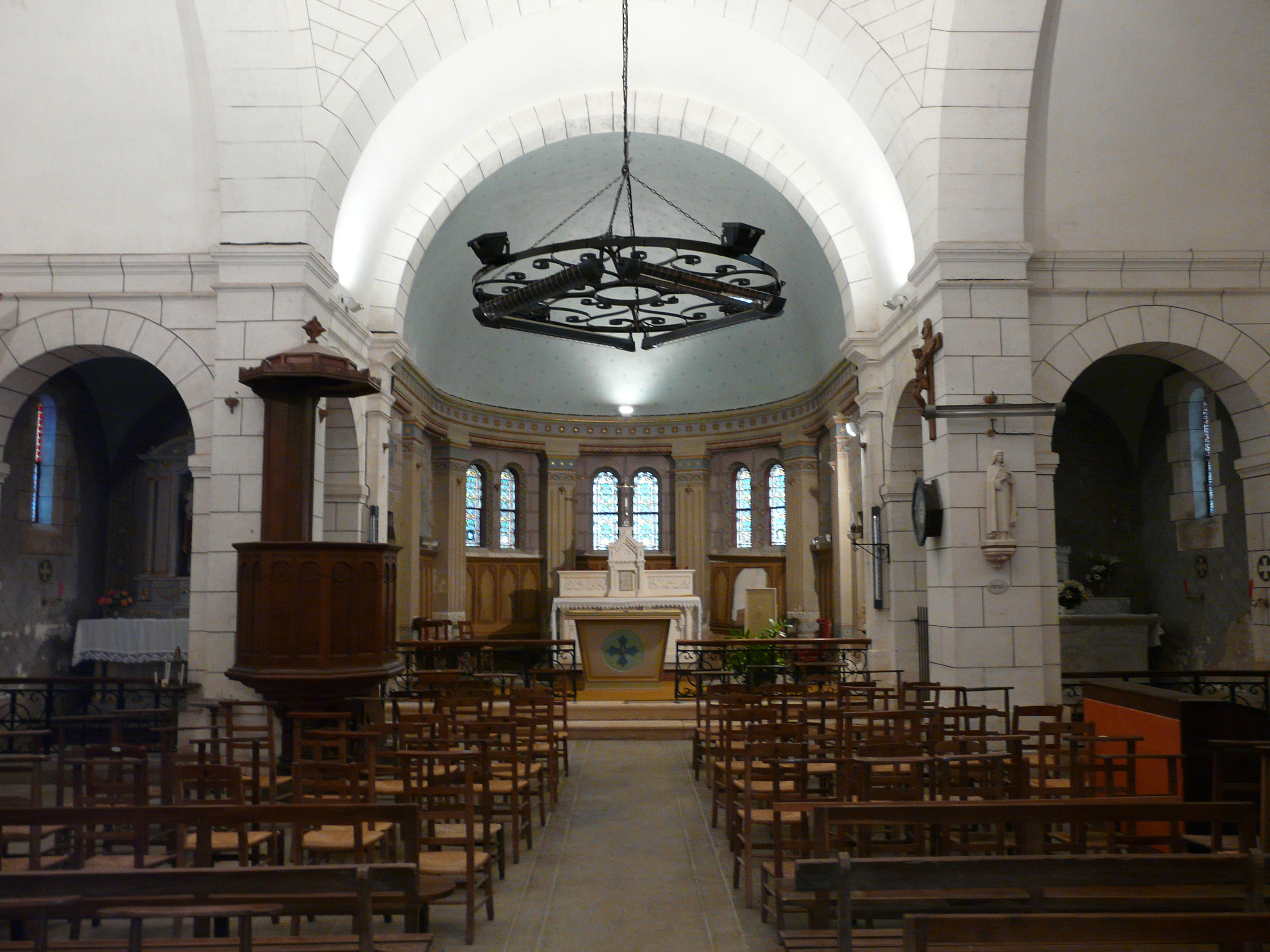
La nef et le chœur.
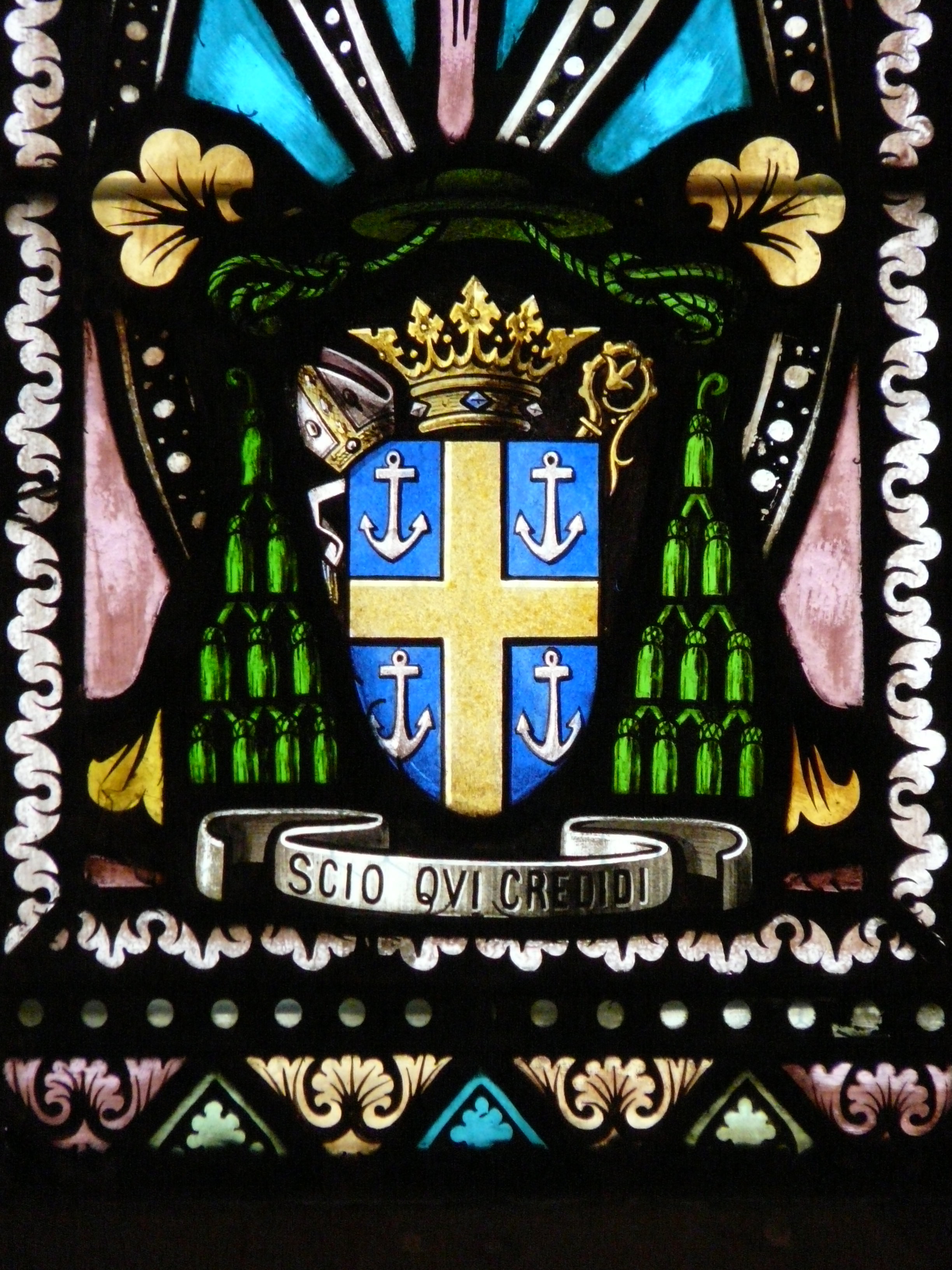
Armoiries représentées sur un vitrail.

- Sur une propriété privée correspondant à l'abbaye Notre-Dame[26],[27], visitable, se situent entre autres :
  - l'église abbatiale, XIIe et XIIIe siècles, restaurée au XVIIIe siècle, inscrite aux monuments historiques depuis 1951[28] ;
  - le château de Ligueux du XVIIe siècle (correspondant à l'ancien logis de la prieure) ;
  - le pigeonnier, un puits, des serres ainsi de nombreux autres bâtiments.

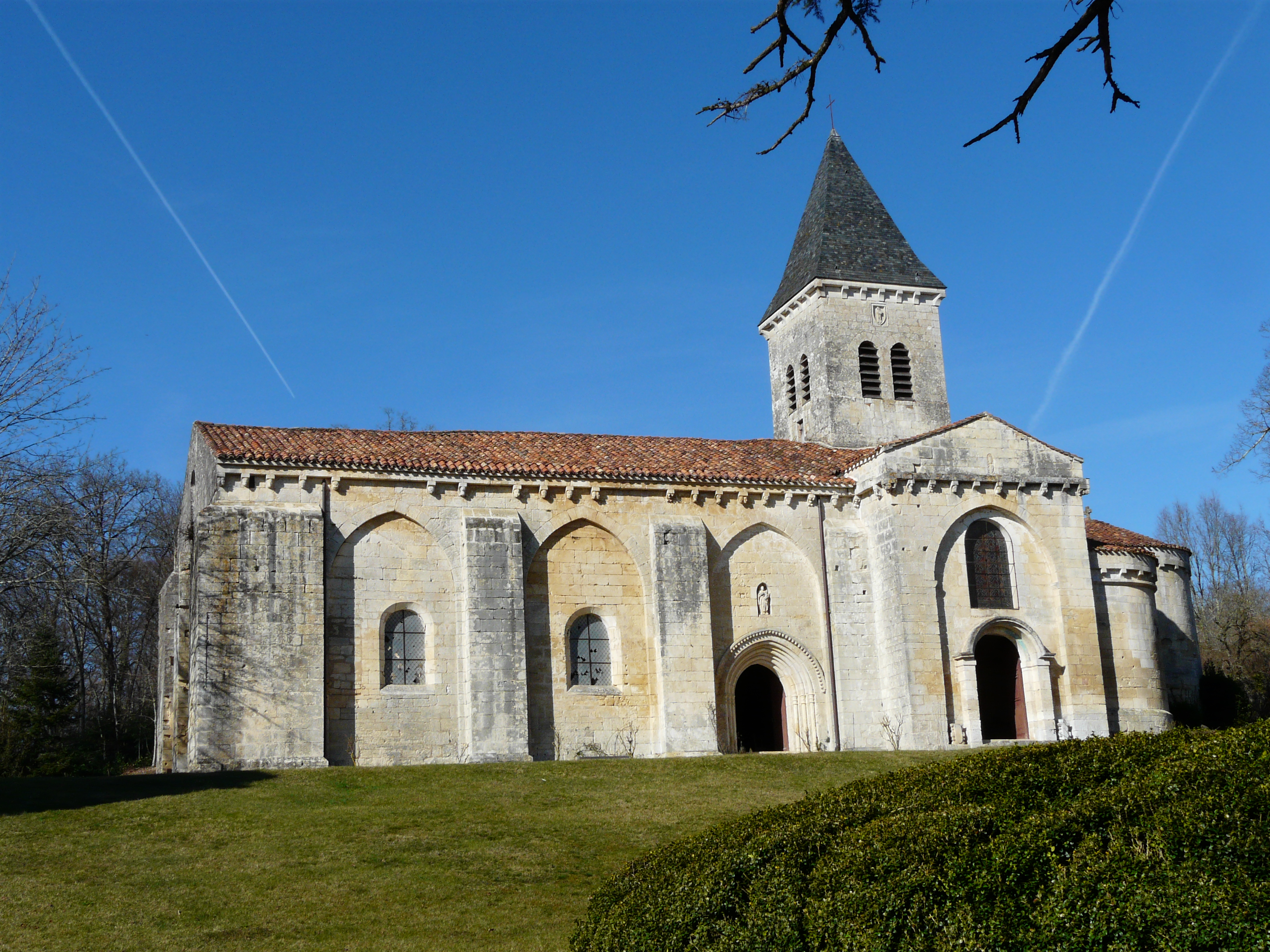
L'ancienne abbaye Notre-Dame.
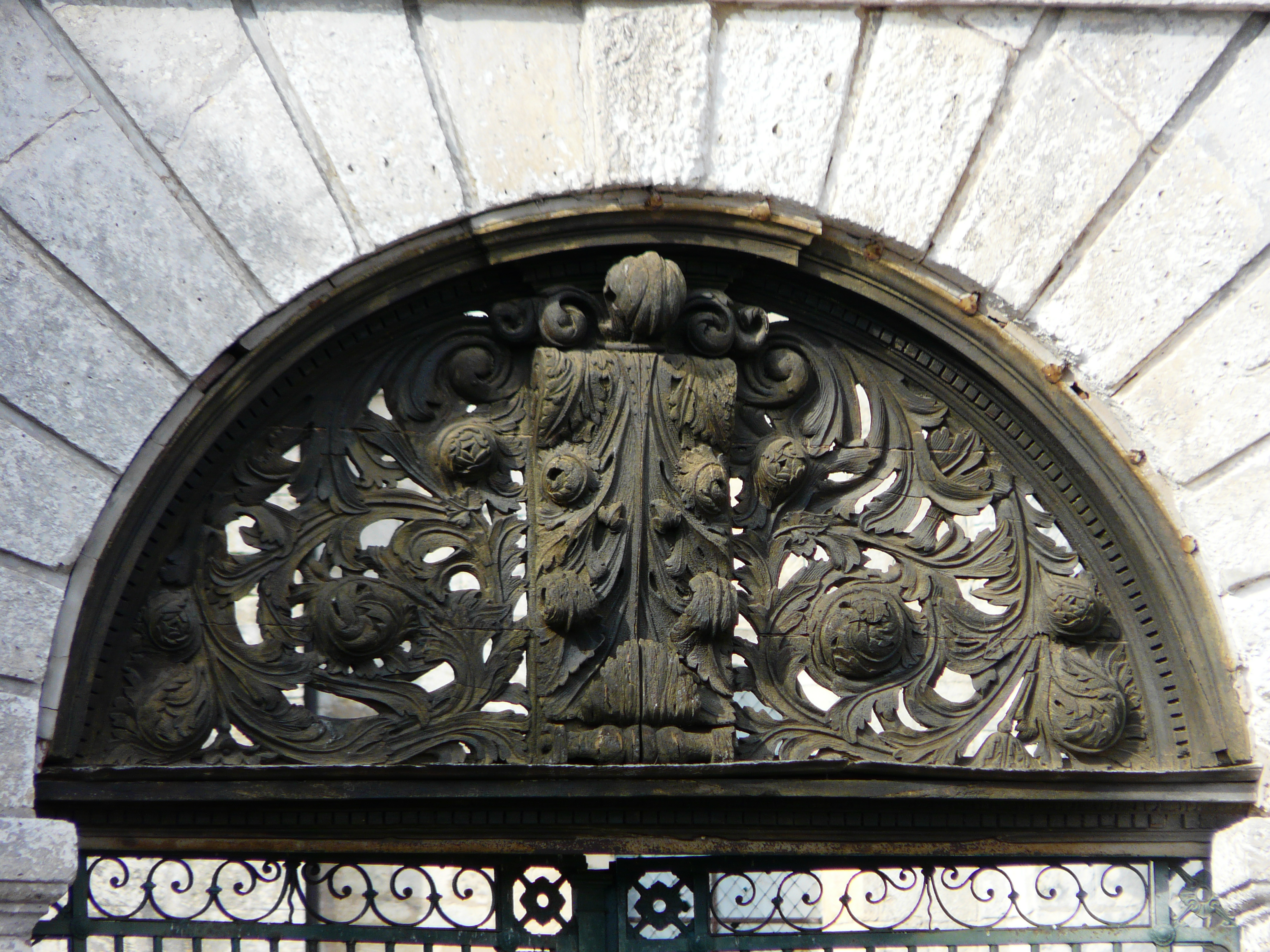
Détail du portail d'entrée de l'abbaye Notre-Dame.
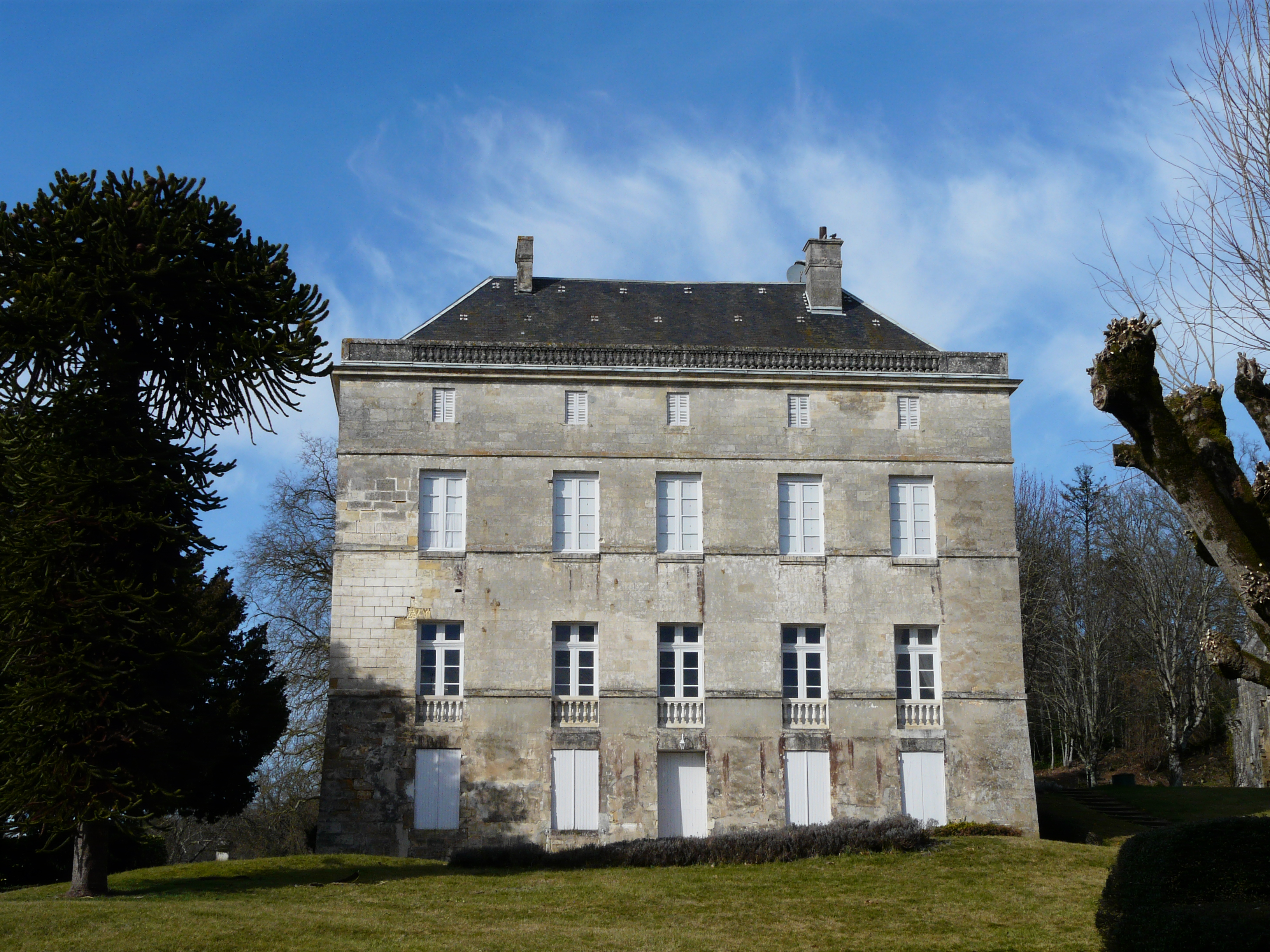
Le château de Ligueux.
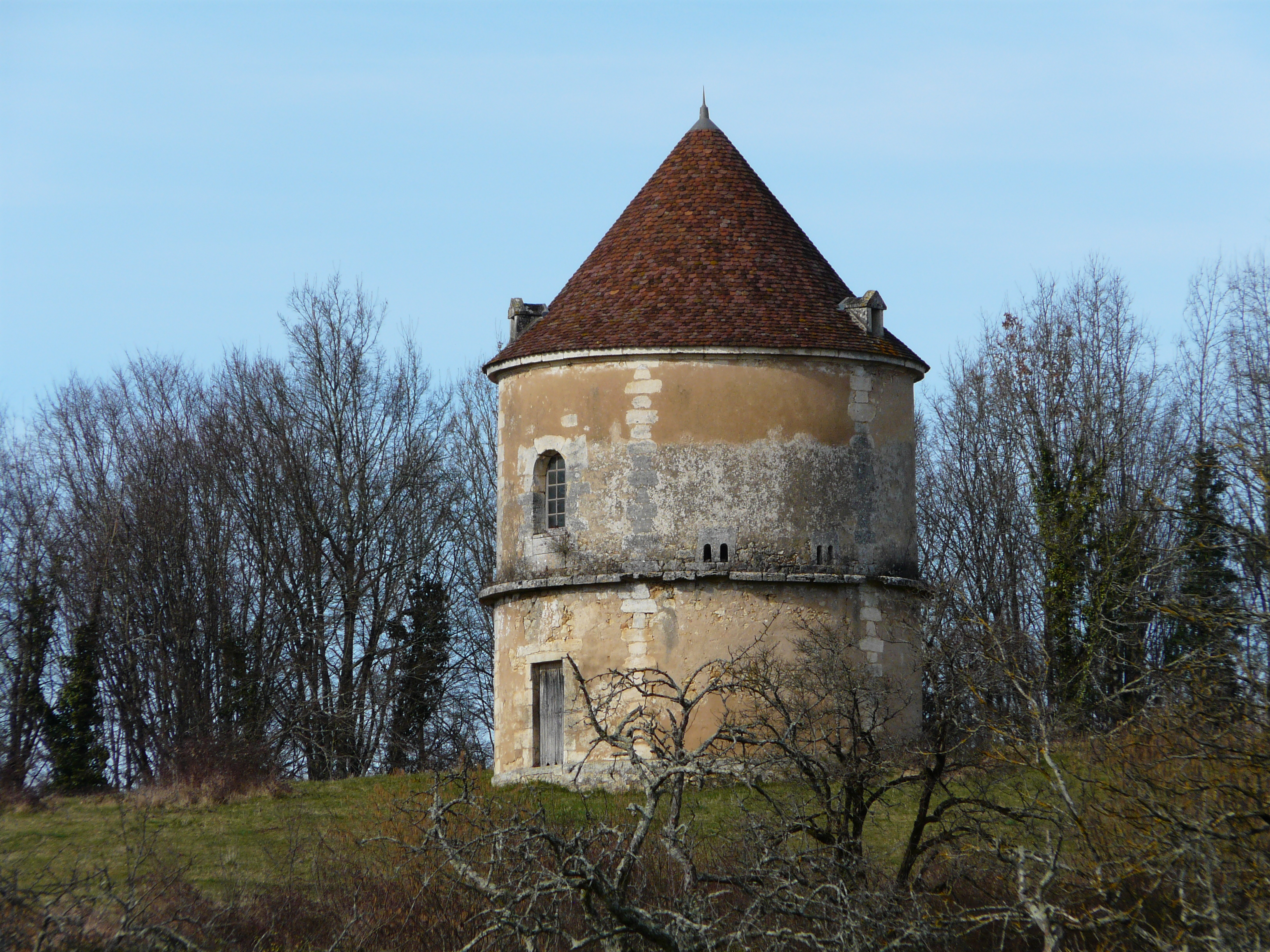
Le pigeonnier.

### Héraldique
| Blason de Ligueux | Blason  | Écartelé, au premier de gueules à la tête de crosse d'or, au deuxième d'azur au chêne de sinople englanté d'or, au troisième d'azur à la tour d'argent ouverte et maçonnée de sable, au quatrième de gueules à la chasse du lieu d'or, ajourée de gueules et contenant une relique d'azur. |
| Blason de Ligueux | Détails | Le statut officiel du blason reste à déterminer. |